# Heimersheim (Ahr)
Heimersheim este o localitate ce aparține de orașul Bad Neuenahr-Ahrweiler în districtul Ahrweiler din landul Renania-Palatinat, Germania.
| Localitate   | Nr. locuitori 31. August 2007 |
| ------------ | ----------------------------- |
| Ahrweiler    | 7.630 locuitori               |
| Bachem       | 1.294 locuitori               |
| Bad Neuenahr | 11.870 locuitori              |
| Ehlingen     | 273 locuitori                 |
| Gimmigen     | 767 locuitori                 |
| Green        | 99 locuitori                  |
| Heimersheim  | 2.865 locuitori               |
| Heppingen    | 934 locuitori                 |
| Kirchdaun    | 404 locuitori                 |
| Lohrsdorf    | 601 locuitori                 |
| Marienthal   | 53 locuitori                  |
| Ramersbach   | 677 locuitori                 |
| Walporzheim  | 707 locuitori                 |